# Список авіаносців Японії
Список авіаносців Японії — перелік авіаносців японського флоту, які перебували на озброєнні з початку 1920-х років до теперішнього часу.

## Список авіаносців довоєнного періоду

### Гідроавіаносці
| № | Авіаносець | Зображення | Водотоннажність | Кількість літальних апаратів | Закладений | Спуск на воду   | Прийнятий                                          | На службі | Доля                                     | Тип | Прим. |
| - | ---------- | ---------- | --------------- | ---------------------------- | ---------- | --------------- | -------------------------------------------------- | --------- | ---------------------------------------- | --- | --- |
| 1 | «Вакаміа»  |            | 7 844 тонни     | 4 Farman MF.11               | 1900       | 21 вересня 1900 | жовтень 1901 з 17 серпня 1914 — як гідроавіаносець | 1914—1931 | 26 листопада 1931 року проданий на брухт |     | трофейне російське судно «Летінгтон», захоплене під час Російсько-японської війни поблизу острову Окіносіма |

## Список авіаносців періоду Другої світової війни

### Авіаносці Імперського флоту Японії (важкі, легкі)
| №  | Авіаносець | Зображення | Водотоннажність                                                                                            | Кількість літальних апаратів | Закладений        | Спуск на воду     | Прийнятий                                                              | На службі | Доля | Тип       | Прим. |
| -- | ---------- | ---------- | --- | ---------------------------- | ----------------- | ----------------- | ---------------------------------------------------------------------- | --------- | --- | --------- | --- |
| 1  | «Хошо»     |            | 7 470 тонн (стандартна) 10 000 тонн (повна)                                                                | 11 торпедоносців B5N         | 16 грудня 1919    | 13 листопада 1921 | 27 грудня 1922                                                         | 1922–1947 | у травні 1947 року утилізований | «Хошо»    | «Хошо» — другий у світі корабель, після британського «Гермеса», спеціально спроєктований та побудований як авіаносець. Втім його будівництво завершилось раніше, ніж «Гермеса» |
| 2  | «Акаґі»    |            | 25900 тонн (стандартне) 34364 тонни (повне) Після модернізації: 36500 тонн (стандартно) 41300 тонн (повне) | 91                           | 6 грудня 1920     | 22 квітня 1925    | 25 березня 1927                                                        | 1927–1942 | 5 червня 1942 року потоплений палубної авіацією з авіаносця ВМС США «Ентерпрайз» в ході битви за Мідвей | «Акаґі»   | переобладнаний лінійний крейсер типу «Амагі» |
| 3  | «Каґа»     |            | 38 200 тонн (стандартна) 43 650 тонн (повна)                                                               | 90                           | 19 липня 1920     | 17 листопада 1921 | 31 березня 1928                                                        | 1928–1942 | 4 червня 1942 року потоплений пікірувальними бомбардувальниками «Донтлесс» авіаносця ВМС США «Ентерпрайз» в ході битви за Мідвей | «Каґа»    | |
| 4  | «Рюдзьо»   |            | 10 600 тонн (стандартна) 14 000 (повна)                                                                    | 90                           | 26 листопада 1929 | 2 квітня 1931     | 9 травня 1933                                                          | 1933–1942 | 24 серпня 1942 року потоплений літаками з авіаносців «Ентерпрайз» та «Саратога» в ході битви за Гуадалканал | «Рюдзьо»  | |
| 5  | «Сорю»     |            | 15 900 тони (стандартна) 19 800 (повна)                                                                    | 63                           | 20 листопада 1934 | 23 грудня 1935    | 29 грудня 1937                                                         | 1937–1942 | 4 червня 1942 року потоплений 17 пікіруючими бомбардувальниками SBD «Донтлес» з авіаносця ВМС США «Йорктаун» в ході битви за Мідвей | «Сорю»    | |
| 6  | «Хірю»     |            | 17 300 (стандартна) 21 900 (повна)                                                                         | 64                           | 8 липня 1936      | 16 листопада 1937 | 5 липня 1939                                                           | 1939–1942 | 5 червня 1942 року потоплений авіацією з авіаносців «Йорктаун» і «Ентерпрайз» в ході битви за Мідвей | «Хірю»    | |
| 7  | «Тітосе»   |            | 11 190 тонн (стандартна) 15 300 тонн (повна)                                                               | 30-12                        | 26 листопада 1934 | 29 листопада 1936 | 25 липня 1938 (як гідроавіаносець) 1 серпня 1943 (як авіаносець)       | 1938–1944 | 25 жовтня 1944 року потоплений авіацією з авіаносця «Ессекс» у ході битви в затоці Лейте | «Тітосе»  | |
| 8  | «Тійода»   |            | 11 190 тонн (стандартна) 15 300 тонн (повна)                                                               | 30-12                        | 14 грудня 1936    | 19 листопада 1937 | 15 грудня 1938 (як гідроавіаносець) 1 грудня 1943 року (як авіаносець) | 1938–1944 | 25 жовтня 1944 року уражений літаками з авіаносців «Франклін» та «Лексінгтон» у ході битви в затоці Лейте; добитий американськими 4 крейсерами та 9 есмінцями                                                                                              | «Тітосе»  | |
| 9  | «Дзуйхо»   |            | 11 262 тонни (стандартна) 14 200 тонн (повна)                                                              | 30                           | 20 червня 1935    | 19 червня 1936    | 27 грудня 1940                                                         | 1940–1944 | 25 жовтня 1944 року потоплений американською авіацією у ході битви в затоці Лейте | «Дзуйхо»  | |
| 10 | «Сьохо»    |            | 11 262 тонни (стандартна) 14 200 тонн (повна)                                                              | 30                           | 3 грудня 1934     | 1 червня 1935     | 25 вересня 1941                                                        | 1941–1942 | 7 травня 1942 року потоплений американською авіацією під час битви в Кораловому морі | «Дзуйхо»  | |
| 11 | «Сьокаку»  |            | 25 675 тонн (стандартна) 32 000 тонн (повна)                                                               | 84                           | 12 грудня 1937    | 1 червня 1939     | 8 серпня 1941                                                          | 1941–1944 | 19 червня 1944 року потоплений американським підводним човном «Кавалла» під час битви у Філіппінському морі | «Сьокаку» | |
| 12 | «Дзуйкаку» |            | 25 675 тонн (стандартна) 32 000 тонн (повна)                                                               | 84                           | 25 травня 1938    | 27 листопада 1939 | 25 вересня 1941                                                        | 1941–1944 | 25 жовтня 1944 року потоплений американською авіацією під час битви в затоці Лейте | «Сьокаку» | |
| 13 | «Дзюнйо»   |            | 24 140 тонн (стандартна) 28 300 тонн (повна)                                                               | 40-54                        | 20 березня 1939   | 26 червня 1941    | 3 травня 1942                                                          | 1942–1944 | 9 грудня 1944 року у Східнокитайському морі серйозно пошкоджений торпедною атакою американських підводних човнів «Сі Девіл», «Плейсі» та «Редфіш». He ремонтувався, 30 листопада 1945 року виключений зі списків флоту, в 1947 році утилізований           | «Дзюнйо»  | |
| 14 | «Хійо»     |            | 24 140 тонн (стандартна) 28 300 тонн (повна)                                                               | 40-54                        | 30 листопада 1939 | 24 червня 1941    | 31 липня 1942                                                          | 1942–1944 | 21 червня 1944 року в битві у Філіппінському морі отримав сильні пошкодження внаслідок атаки літаків з авіаносця «Белло Вуд» та затонув | «Дзюнйо»  | |
| 15 | «Рюхо»     |            | 13 360 тонн (стандартна), 16 700 тонн (повна)                                                              | 31–36                        | 12 квітня 1933    | 16 листопада 1933 | 31 березня 1934 — як плавбаза з 28 листопада 1942 — як авіаносець      | 1942–1945 | 19 березня 1945 року уражений унаслідок атаки американських літаків на Куре. Після цього не ремонтувався; у квітні 1945 року виключений зі списків флоту, а в 1946 році утилізований                                                                       | «Рюхо»    | |
| 16 | «Тайхо»    |            | 30 250 тонн (стандартна) 37 870 тонн (повна)                                                               | 65                           | 10 липня 1941     | 7 квітня 1943     | 7 березня 1944                                                         | 1944      | 19 червня 1944 року затонув під час битви у Філіппінському морі унаслідок ураження торпедою американського підводного човна «Альбакор» | «Тайхо»   | |
| 17 | «Сінано»   |            | 65 800 тонн (стандартна) 69 151 тонна (повна)                                                              | 47                           | 4 травня 1940     | 8 жовтня 1944     | 19 листопада 1944                                                      | 1944      | 29 листопада 1944 року потоплений американським підводним човном «Арчерфіш» | «Сінано»  | переобладнаний лінійний корабель типу «Ямато» |
| 18 | «Унрю»     |            | 17 250 тонн (стандартна) 22 550 тонн (повна)                                                               | 64                           | 1 серпня 1942     | 25 вересня 1943   | 6 серпня 1944                                                          | 1944      | 19 грудня 1944 року затоплений американським підводним човном «Редфіш» | «Унрю»    | |
| 19 | «Амаґі»    |            | 17 250 тонн (стандартна) 22 550 тонн (повна)                                                               | 64                           | 1 жовтня 1942     | 15 жовтня 1943    | 10 серпня 1944                                                         | 1944—1945 | 28 липня 1945 року серйозно пошкоджений під час повітряного рейду американської авіації на Куре. 10 листопада 1945 року виведений зі списків флоту. В 1947 році піднятий та проданий на злам                                                               | «Унрю»    | |
| 20 | «Кацураґі» |            | 19 880 тонни (стандартна) 22 534 тонни (повна)                                                             | 64                           | 8 грудня 1942     | 19 січня 1944     | 8 жовтня 1944                                                          | 1944—1945 | 28 липня 1945 року пошкоджений під час повітряного рейду американської авіації на Куре. Після війни обеззброєний, переобладнаний на транспортний корабель та використовувався для репатріації японських громадян з Китаю до 1946 року; згодом утилізований | «Унрю»    | |
| 21 | «Касаґі»   |            | 18 300 тонни (стандартна) 21 200 тонн (повна)                                                              | 64                           | 14 квітня 1943    | 19 жовтня 1944    | до строю не введений                                                   | —         | У березні 1945 року всі роботи на кораблі припинили при готовності 84 % | «Унрю»    | |
| 22 | «Асо»      |            | 18 300 тонни (стандартна) 21 200 тонн (повна)                                                              | 64                           | 8 червня 1943     | 1 листопада 1944  | до строю не введений                                                   | —         | У березні 1945 року всі роботи на кораблі припинили при готовності 60 % | «Унрю»    | |
| 23 | «Ікома»    |            | 18 300 тонни (стандартна) 21 200 тонн (повна)                                                              | 64                           | 5 липня 1943      | 17 листопада 1944 | до строю не введений                                                   | —         | У березні 1945 року всі роботи на кораблі припинили при готовності 60 % | «Унрю»    | |
| 24 | «Курама»   |            | 18 300 тонни (стандартна) 21 200 тонн (повна)                                                              | 64                           | листопад 1943     | —                 | —                                                                      | —         | Будівництво скасоване в 1944 році | «Унрю»    | |
| 25 | «Ібукі»    |            | 19 880 тонни (стандартна) 22 534 тонни (повна)                                                             | 64                           | 24 квітня 1942    | 21 травня 1943    | до строю не введений                                                   | —         | 22 листопада 1946 року розібраний на брухт | «Ібукі»   | закладений як важкий крейсер типу «Ібукі» |

### Ескортні авіаносці Імперського флоту та Імперської армії Японії
| № | Авіаносець      | Зображення | Водотоннажність                               | Кількість літальних апаратів | Закладений      | Спуск на воду     | Прийнятий                                          | На службі | Доля | Тип            | Прим.                                                                                  |
| - | --------------- | ---------- | --------------------------------------------- | ---------------------------- | --------------- | ----------------- | -------------------------------------------------- | --------- | --- | -------------- | -------------------------------------------------------------------------------------- |
| 1 | «Тайо»          |            | 18 116 тонн (стандартна) 20 321 тонна (повна) | 27                           | 6 січня 1940    | 19 вересня 1940   | 15 вересня 1941                                    | 1941–1944 | 18 серпня 1944 року потоплений підводним човном «Рашер» | «Тайо»         | будувався як атлантичний лайнер «Касуга Мару»                                          |
| 2 | «Унйо»          |            | 18 116 тонн (стандартна) 20 321 тонна (повна) | 27                           | 14 грудня 1938  | 31 жовтня 1939    | 31 березня 1940 з 31 травня 1942 — як авіаносець   | 1942–1944 | 16 вересня 1944 року потоплений підводним човном «Барб» | «Тайо»         | будувався як атлантичний лайнер «Яуота Мару»                                           |
| 2 | «Чуйо»          |            | 18 116 тонн (стандартна) 20 321 тонна (повна) | 27–30                        | 14 грудня 1938  | 20 травня 1939    | 31 липня 1940 з 25 листопада 1942 — як авіаносець  | 1942–1943 | 4 грудня 1943 року потоплений підводним човном «Сейлфіш» | «Тайо»         | перебудований лайнер «Нітта Мару»                                                      |
| 3 | «Кайо»          |            | 13 600 тонн (стандартна) 16 483 тонни (повна) | 24                           | 22 лютого 1938  | 9 грудня 1938     | 31 травня 1939 з 23 листопада 1943 — як авіаносець | 1943–1945 | 24 липня 1945 року підірвався на міні та посаджений на мілину в затоці Беппу (узбережжя острова Кюсю). Згодом добитий американською авіацією. Після війни розібраний на метал прямо на місці загибелі | «Кайо»         | перебудований лайнер «Аргентіна Мару»                                                  |
| 4 | «Сінйо»         |            | 17 500 тонн (стандартна) 20 586 тонн (повна)  | 33                           |                 | 14 грудня 1938    | 31 травня 1939 з 17 грудня 1943 — як авіаносець    | 1943–1944 | 17 листопада 1944 року потоплений американським підводним човном «Спейдфіш» | «Сінйо»        | перебудований німецький океанський лайнер «Шарнгорст»                                  |
| 5 | «Ямасіро Мару»  |            | 16 119 тонн                                   | 8                            | 19 липня 1944   | 14 листопада 1944 | 27 січня 1945                                      | 1945      | 17 лютого 1945 року потоплений в Йокогамі американською палубною авіацією | «Ямасіро Мару» | перебудований танкер                                                                   |
| 6 | «Тігуса Мару»   |            | 16 119 тонн                                   | 8                            | 11 вересня 1944 | 29 грудня 1944    | Недобудований                                      |           | у січні 1945 року потоплений американською палубною авіацією | «Ямасіро Мару» | перебудований танкер. У 1949 році добудований як звичайний танкер, служив до 1963 року |
| 7 | «Сімане Мару»   |            | 11 800 тонн (стандартна) 14 500 тонн (повна)  | 12                           | 8 червня 1944   | 17 лютого 1944    | 28 лютого 1945                                     | 1945      | 24 липня 1945 року потоплений британською палубною авіацією | «Сімане Мару»  | перебудований танкер                                                                   |
| 8 | «Отакісан Мару» |            | 11 800 тонн (стандартна) 14 500 тонн (повна)  | 12                           | 18 вересня 1944 | 14 січня 1945     | Недобудований                                      |           | 25 серпня 1945 року при буксируванні підірвався на міні на рейді Кобе та затонув | «Сімане Мару»  | перебудований танкер                                                                   |

### Ескортні десантні авіаносці Імперського флоту та Імперської армії Японії
| № | Авіаносець    | Зображення | Водотоннажність                             | Кількість літальних апаратів | Закладений      | Спуск на воду     | Прийнятий       | На службі | Доля | Тип           | Прим. |
| - | ------------- | ---------- | ------------------------------------------- | ---------------------------- | --------------- | ----------------- | --------------- | --------- | --- | ------------- | ----- |
| 1 | «Кумано Мару» |            | 8 000 тонн (стандартна) 10 500 тонн (повна) | до 37 літаків та автожирів   | 15 серпня 1944  | 28 січня 1945     | 31 березня 1945 | 1945      | 1947 році проданий на брухт                                                                                       | «Кумано Мару» |       |
| 2 | «Акіцу Мару»  |            | 11 800 тонн (стандартна)                    | 20                           | 17 вересня 1939 | 24 вересня 1941   | 30 січня 1942   | 1942—1944 | 15 листопада 1944 року потоплений американським підводним човном «Квінфіш» біля південного узбережжя острова Кюсю | «Акіцу Мару»  |       |
| 3 | «Нігіцу Мару» |            | 11 800 тонн (стандартна)                    | 20                           | 10 березня 1942 | 28 листопада 1942 | 3 березня 1943  | 1943—1944 | 12 січня 1944 року потоплений американським підводним човном «Хейк» за 700 миль на схід від Формози               | «Акіцу Мару»  |       |

### Гідроавіаносці Імперського флоту та Імперської армії Японії
| №  | Авіаносець      | Зображення | Водотоннажність                | Кількість літальних апаратів                 | Закладений        | Спуск на воду     | Прийнятий                                          | На службі | Доля | Тип             | Прим.                               |
| -- | --------------- | ---------- | ------------------------------ | -------------------------------------------- | ----------------- | ----------------- | -------------------------------------------------- | --------- | --- | --------------- | ----------------------------------- |
| 1  | «Камікава Мару» |            | 6 963 — 6 982 тонни            | до 12 гідролітаків                           | 5 серпня 1936     | 13 грудня 1936    | 15 березня 1937                                    | 1937—1943 | 29 травня 1943 року потоплений американським ПЧ «Скемп» поблизу Кавіенга                                                           | «Камікава Мару» |                                     |
| 2  | «Кімікава Мару» |            | 6 963 — 6 982 тонни            | до 12 гідролітаків                           | 2 листопада 1936  | 11 березня 1937   | 15 липня 1937                                      | 1937—1945 | 23 жовтня 1945 року потоплений американським ПЧ «Софіш» на захід від о. Лусон                                                      | «Камікава Мару» |                                     |
| 3  | «Кійокава Мару» |            | 6 963 — 6 982 тонни            | до 12 гідролітаків                           | 21 жовтня 1936    | 16 лютого 1937    | 15 травня 1937                                     | 1937—1945 | 24 липня 1945 року пошкоджений американською авіацією. Наступного дня викинувся на берег біля Каміносекі                           | «Камікава Мару» |                                     |
| 4  | «Кунікава Мару» |            | 6 963 — 6 982 тонни            | до 12 гідролітаків                           | 11 березня 1937   | 12 червня 1937    | 1 листопада 1937                                   | 1937—1945 | 21 травня 1945 року потоплений американською авіацією в затоці Макассар                                                            | «Камікава Мару» |                                     |
| 5  | «Хірокава Мару» |            | 6 963 — 6 982 тонни            | до 12 гідролітаків                           | 6 квітня 1939     | 10 травня 1940    | 12 жовтня 1940                                     | 1940—1942 | 15 жовтня 1942 року пошкоджений американською авіацією під час битви за Гуадалканал, добитий есмінцем «Мід» біля мису Тассафаронга | «Камікава Мару» |                                     |
| 6  | «Ноторо»        |            | до 8 гідролітаків              | 14 280 тонн                                  | 24 листопада 1919 | 3 травня 1920     | 10 серпня 1920 з червня 1934 — як гідроавіаносець  | 1934—1947 | 3 травня 1947 року списаний на брухт                                                                                               | «Ноторо»        |                                     |
| 7  | «Мідзухо»       |            | 32 гідролітаки                 | 10 929 тонн (стандартна) 12 150 тонн (повна) | 1 травня 1937     | 16 травня 1938    | 25 лютого 1939                                     | 1939—1942 | 2 травня 1942 року потоплений американським підводним човном «Драм»                                                                | «Мідзухо»       |                                     |
| 8  | «Камої»         |            | 20 гідролітаків                | 17 273 тонни (стандартна)                    | 14 вересня 1921   | 8 червня 1922     | 12 вересня 1922 з лютого 1933 — як гідроавіаносець | 1933—1947 | 3 травня 1947 року списаний на брухт                                                                                               | «Камої»         | переобладнаний з танкера-заправника |
| 9  | «Ніссін»        |            | 12 гідролітаків                | 11 499 тонн (стандартна) 12 700 тонн (повна) | 2 листопада 1938  | 30 листопада 1939 | 27 лютого 1942                                     | 1942—1943 | 22 липня 1943 року потоплений американськими літаками B-24 «Ліберейтор» і SBD «Донтлес» поблизу острову Бугенвіль                  | «Ніссін»        |                                     |
| 10 | «Акіцусіма»     |            | 1 літаючий човен Kawanishi H8K | 4 725 тонн (стандартна) 5 080 тонн (повна)   | 29 жовтня 1940    | 25 липня 1941     | 29 квітня 1942                                     | 1942—1944 | 24 вересня 1944 року потоплений американським літаком у морі Сулу біля острову Корон                                               | «Акіцусіма»     |                                     |

## Список авіаносців післявоєнного періоду

### Ескадрені есмінці-вертольотоносці
| № | Авіаносець | Зображення | Водотоннажність                         | Кількість літальних апаратів                                                                    | Закладений     | Спуск на воду  | Прийнятий       | На службі | Доля      | Тип      | Прим. |
| - | ---------- | ---------- | --------------------------------------- | ----------------------------------------------------------------------------------------------- | -------------- | -------------- | --------------- | --------- | --------- | -------- | ----- |
| 1 | «Хюґа»     |            | 14 170 (стандартна) 19 000 тонн (повна) | до 18 літаків та вертольотів                                                                    | 11 травня 2006 | 23 серпня 2007 | 18 березня 2009 | з 2009    | на службі | «Хюґа»   |       |
| 2 | «Ісе»      |            | 14 170 (стандартна) 19 000 тонн (повна) | до 18 літаків та вертольотів                                                                    | 30 травня 2008 | 21 серпня 2009 | 16 березня 2011 | з 2011    | на службі | «Хюґа»   |       |
| 3 | «Ідзумо»   |            | 19 500 (стандартна) 27 000 тонн (повна) | 7 вертольотів ASW 2 вертольоти SAR 28 літаків скороченого та вертикального злету та приземлення | 27 січня 2012  | 6 серпня 2013  | 25 березня 2015 | з 2015    | на службі | «Ідзумо» |       |
| 3 | «Кага»     |            | 19 500 (стандартна) 27 000 тонн (повна) | 7 вертольотів ASW 2 вертольоти SAR 28 літаків скороченого та вертикального злету та приземлення | 3 жовтня 2013  | 27 серпня 2015 | 22 березня 2017 | з 2017    | на службі | «Ідзумо» |       |